# بات وايت
بات وايت (بالإنجليزية: Pat White)‏ (و. 1986  م) هو لاعب كرة قاعدة، ولاعب كرة قدم أمريكية، ولاعب كرة القدم الكندية، من الولايات المتحدة، ولد في ديفني، يلعب كظهير ربعي.

## التعليم
تعلم في Daphne High School ‏.

## روابط خارجية
- بات وايت على موقعبيزبول رفرنس.كوم (الدوري الثانوي) (الإنجليزية)
- بات وايت على موقع مرجع كرة القدم المحترفة.كوم (الإنجليزية)